# Moa Ilar
Pour les articles homonymes, voir Olsson.
Moa Ilar, née Olsson est une fondeuse suédoise, née le 6 juillet 1997.

## Biographie
Membre du Falun-Borlänge SK, elle fait son apparition dans des courses officielles de la FIS lors de l'hiver 2013-2014, gagnant sa troisième course, un sprint à Idre, puis un titre de championne junior de Suède sur skiathlon. En 2015, elle est sélectionnée pour ses premiers championnats du monde junior à Almaty, où elle finit notamment quatrième du relais et onzième du skiathlon. Pour sa troisième participation en 2017, elle obtient des résultats similaires : dixième du skiathlon et cinquième du relais.
En 2018, elle prend part de manière principale à la Coupe de Scandinavie, où elle signe un top dix et aux Championnats du monde des moins de 23 ans, elle se place notamment onzième du sprint.
En janvier 2019, elle fait ses débuts dans la Coupe du monde à l'occasion du dix kilomètres d'Ulricehamn (44e). À l'été 2019, Olsson réalise de bonnes performances sur la Coupe du monde de rollerski, occupant le quatrième rang au classement général et gagne ensuite la médaille d'or aux Championnats du monde de rollerski à Madona sur le sprint par équipes.
Lors de la saison 2019-2020, elle marque ses premiers points en Coupe du monde au dix kilomètres libre de Falun (22e) et obtient deux podiums en Coupe de Scandinavie. À l'occasion des Championnats du monde des moins de 23 ans à Oberwiesenthal, elle prend notamment la sixième place au quinze kilomètres libre.
En 2020-2021, elle est sélectionnée en équipe nationale qu'à partir du Tour de ski, où elle affiche comme meilleur résultat sur une étape une 18e place au sprint de Val Müstair.
En fin d'année 2021, Olsson se retrouve plus haut dans les classements réussissant à finir huitième de la poursuite (10 km libre) à Ruka, avant de monter sur le podium avec le relais à Lillehammer (2e).

## Palmarès

### Coupe du monde
- Meilleur classement général : 70e en 2021.
- 3 podiums en épreuve individuelle : 2 victoires et 1 troisième place.
- 5 podiums en relais : 3 victoires et 2 deuxièmes places.
- 1 podium en relais mixte : 1 victoire.

#### Classements détaillés
| Saison / Épreuve | Saison / Épreuve | Général | Général | Distance | Distance | Sprint | Sprint |
| Saison / Épreuve | Saison / Épreuve | Class.  | Points  | Class.   | Points   | Class. | Points |
| ---------------- | ---------------- | ------- | ------- | -------- | -------- | ------ | ------ |
| 2020             | 2020             | 103e    | 9       | 70e      | 9        | -      | -      |
| 2021             | 2021             | 70e     | 31      | 89e      | 2        | 52e    | 19     |

#### Détail des victoires individuelles
| Épreuve / Édition | Sprint | Sprint    | 10 km | 10 km     | Skiathlon 2 × 7,5 km | 20 km | 20 km     | 50 km | 50 km     | Tour de ski ou Finales ou Nordic Opening |
| Épreuve / Édition | Libre  | Classique | Libre | Classique | Skiathlon 2 × 7,5 km | Libre | Classique | Libre | Classique | Tour de ski ou Finales ou Nordic Opening |
| 2023-24           |        |           |       |           |                      | Ruka  |           |       |           |                                          |
| 2024-25           |        |           | Oslo  |           |                      |       |           |       |           |                                          |

### Championnats du monde de rollerski
- Madona 2019 :
  -  Médaille d'or du sprint par équipes.

### Coupe de Scandinavie
- 8e du classement général en 2019.
- 2 podiums.